# Liste der Monuments historiques in La Verrière
Die Liste der Monuments historiques in La Verrière führt die Monuments historiques in der französischen Gemeinde La Verrière auf.

## Liste der Bauwerke
| Bezeichnung | Beschreibung | Standort | Kennzeichnung | Schutzstatus | Datum | Bild           |
| ----------- | ------------ | -------- | ------------- | ------------ | ----- | -------------- |
| Schlosspark |              | (Lage)   | PA00087664    | Inscrit      | 1945  | weitere Bilder |